# خوان كارلوس زابالا
خوان كارلوس زابالا (بالإسبانية: Juan Carlos Zabala)‏ (و. 1911 – 1983 م) هو عداء مراثوني، وعداء مسافات طويلة، ومنافس ألعاب قوى أرجنتيني، ولد في روساريو، شارك في الألعاب الأولمبية الصيفية 1936، والألعاب الأولمبية الصيفية 1932، توفي في بوينس آيرس، عن عمر يناهز 72 عاماً.

## روابط خارجية
- خوان كارلوس زابالا على موقع الاتحاد الدولي لألعاب القوى (الإنجليزية)
- خوان كارلوس زابالا على موقع اللجنة الأولمبية الدولية (الإنجليزية)
- خوان كارلوس زابالا على موقع أوليمبيديا (الإنجليزية)